# Regimento Azov
A Brigada de Assalto Azov (em ucraniano:  Штурмова бригада «Азов», transl. Shturmova bryhada "Azov"), conhecida anteriormente como o Regimento Azov (em ucraniano:   Полк «Азов», transl. Polk "Azov"), Destacamento de Operações Especiais "Azov" (em ucraniano:  Окремий загін спеціального призначення «Азов», transl. Okremyi zahin spetsialnoho pryznachennia "Azov") ou mais comumente chamado pelo seu nome antigo de até Setembro de 2014, Batalhão Azov (em ucraniano:  батальйон «Азов», transl. Bataliyon "Azov"), é uma unidade  da Guarda Nacional da Ucrânia, sediada em Mariupol, na região costeira do Mar de Azov, de onde deriva seu nome. O grupo é controverso por suas origens como uma milícia paramilitar fundado por neonazistas e ultranacionalistas ucranianos. Foi fundada pelo ativista de extrema-direita Andriy Biletsky e luta à favor da Ucrânia contra as forças separatistas pró-Rússia na Guerra em Donbas e mais recentemente contra as Forças Armadas Russas durante a Invasão Russa da Ucrânia.
O grupo foi fundado em 2014 como um "Batalhão de Defesa Territorial" durante a Guerra em Donbas, foi formado por voluntários vindo de diversos grupos nacionalistas, criado para “preencher a lacuna” nas defesas militares ucranianas. Azov teve seu batismo de fogo ao recapturar a cidade de Mariupol em Junho de 2014. Em Novembro, o Batalhão de Azov foi integrado como parte formal da Guarda Nacional da Ucrânia. Em 2022, o grupo ganhou destaque novamente durante a Invasão Russa da Ucrânia por lutar contra as forças russas em e Mariupol, principalmente pela sua defesa no sangrento Cerco de Mariupol. Onde após dois meses de combate intenso, a maioria do Regimento, incluindo seu líder Denys Propkoenko, se rendeu.
O Batalhão de Azov é muito mais que uma unidade militar, mas se transformou em um movimento político conhecido como o "Movimento Azov", que tem seu próprio partido político - o Partido do Corpo Nacional - duas editoras, acampamentos de verão para crianças, e tinha uma força de vigilância conhecida como a Milícia Nacional (Natsionalni Druzhyny), que patrulhava as ruas das cidades ucranianas ao lado da polícia. Sua ala militar tem pelo menos duas bases de treinamento e um vasto arsenal de armas, de drones e veículos blindados a peças de artilharia. É notável também por seu recrutamento de combatentes estrangeiros de extrema direita dos EUA e da Europa, bem como seus extensos laços transnacionais com outras organizações de extrema direita.

## Alegações de Neonazismo
O Batalhão Azov é extremamente controverso, com o grupo sendo classificado como neonazista por diversos analistas, com suas tropas usando símbolos controversos, como a Wolfsangel em seu emblema. Além de alegações vários casos de abusos de direitos humanos e crimes de guerra na Guerra civil no leste da Ucrânia, principalmente em casos de torturas, estupros, saques, limpeza étnica e perseguição de minorias. O governo ucraniano foi duramente criticado por analistas e políticos estrangeiros por legitimar o Batalhão Azov. Em 2018, o Congresso dos Estados Unidos aprovou um projeto de lei que proíbe a venda de armas ao Batalhão Azov. O Escritório ONU para os Direitos Humanos denunciou o grupo. Enquanto a Rússia usou a legalização do grupo pelo governo ucraniano como casus belli para a invasão de 2022, inflando sua presença e influência dentro da Ucrânia para pintar a imagem de todo o governo e militares ucranianos como sob controle nazista. Por outro lado, o Regimento Azov e o governo ucraniano negam e denunciam a ideologia neonazista e vários especialistas e analistas políticos afirmaram que desde a sua integração na Guarda Nacional, Pesquisadores observam que, desde sua formação, o Azov passou por uma despolitização geral, agindo 'com consideravelmente menos neonazismo e extremismo', 'e incluindo muçulmanos, judeus e outras minorias em suas fileiras.

## História

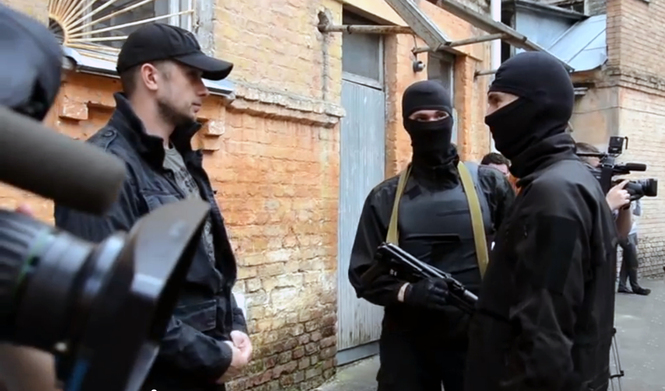
Andriy Biletsky (esquerda) e voluntários do batalhão em Mariupol, Junho de 2014. Nessa época o Batalhão Azov ainda era comumente chamado de "Corpo Negro" ou os "Homens de Preto" devido à seus uniformes e máscaras todo pretos.

### Fundação
Durante as primeiras fases da Guerra em Donbas, as Forças Armadas da Ucrânia estavam mal preparadas, mal equipadas, com falta de profissionalismo, moral, espírito de luta e incompetência no alto comando, resultando em derrotas contra as forças separatistas. Como reação houve a formação dos "Batalhões de Defesa Territorial", milícias e grupos paramilitares formadas por civis voluntários, para “preencher a lacuna” nas defesas militares ucranianas. Muito desses grupos eram geralmente ligados por movimentos e partidos políticos, principalmente grupos nacionalistas que haviam se tornado espaço após o Euromaidan e a Revolução da Dignidade. Os batalhões foram regulamentadas pelo Ministério de Assuntos Internos como unidades de "Polícia de Patrulha de Tarefas Especiais."
O Batalhão Azov tem suas raízes em um grupo de torcida organizada de futebol (ultras) do FC Metalist Kharkiv chamado "Sect 82" (1982 é o ano de fundação do grupo). "Sect 82" era (pelo menos até setembro de 2013) aliado com os ultras FC Spartak Moscow. No final de fevereiro de 2014, durante a crise ucraniana de 2014, quando um movimento separatista estava ativo em Kharkiv, o "Sect 82" ocupou o prédio da administração regional da Oblast de Carcóvia  em Kharkiv e serviu como uma força de "autodefesa" local. Logo, com base no "Sect 82", formou-se uma polícia de patrulha de tarefas especiais chamada "Eastern Corps".

Insígnia do "Corpo Negro", usado pelo Batalhão Azov no começo

Andriy Biletsky, ativista político de extrema-direita, fundador e líder dos grupos radicais "Patriotas da Ucrânia" e "Assembleia Social-Nacional da Ucrânia" foi liberado da cadeia em Fevereiro após ser considerado um prisioneiro político do antigo governo. Biletsky usou de sua posição para formar uma milícia a partir de de ativistas de seu partido para patrulhar as ruas de Kharkiv. Ajudando a polícia local e o Serviço de Segurança da Ucrânia a combater a agitação pró-russia. A milícia de Biletsky ficou conhecida como o "Corpo Negro" (em ucraniano:  Чорний Корпус, transl. Chorny Korpus) e apelidado pela mídia ucraniana como os "Homens de Preto" ou "Homenzinhos pretos", uma alusão Homenzinhos verdes russos, devido ao seu sigilo e mistério, bem como o uso de uniformes e máscaras totalmente pretos em Kharkiv e depois em Mariupol. Em 14 de março, membros da organização militante pró-Rússia "Oplot" (que mais tarde se tornaria um batalhão militar separatista, e o chefe do ramo de Donetsk, Alexander Zakharchenko, se tornaria chefe da República Popular de Donetsk) e do movimento Anti-Maidan, armados com armas brancas e de fogo tentaram invadir a sede local do Patriotas da Ucrânia.  O Corpo Negro retaliou com armas automáticas, e a situação se transformou em um tiroteio entre os dois grupos. Deixando dois mortos do lado russo. Naquela época, o "Corpo Negro" tinha cerca de 60 a 70 membros e eles estavam levemente armados.

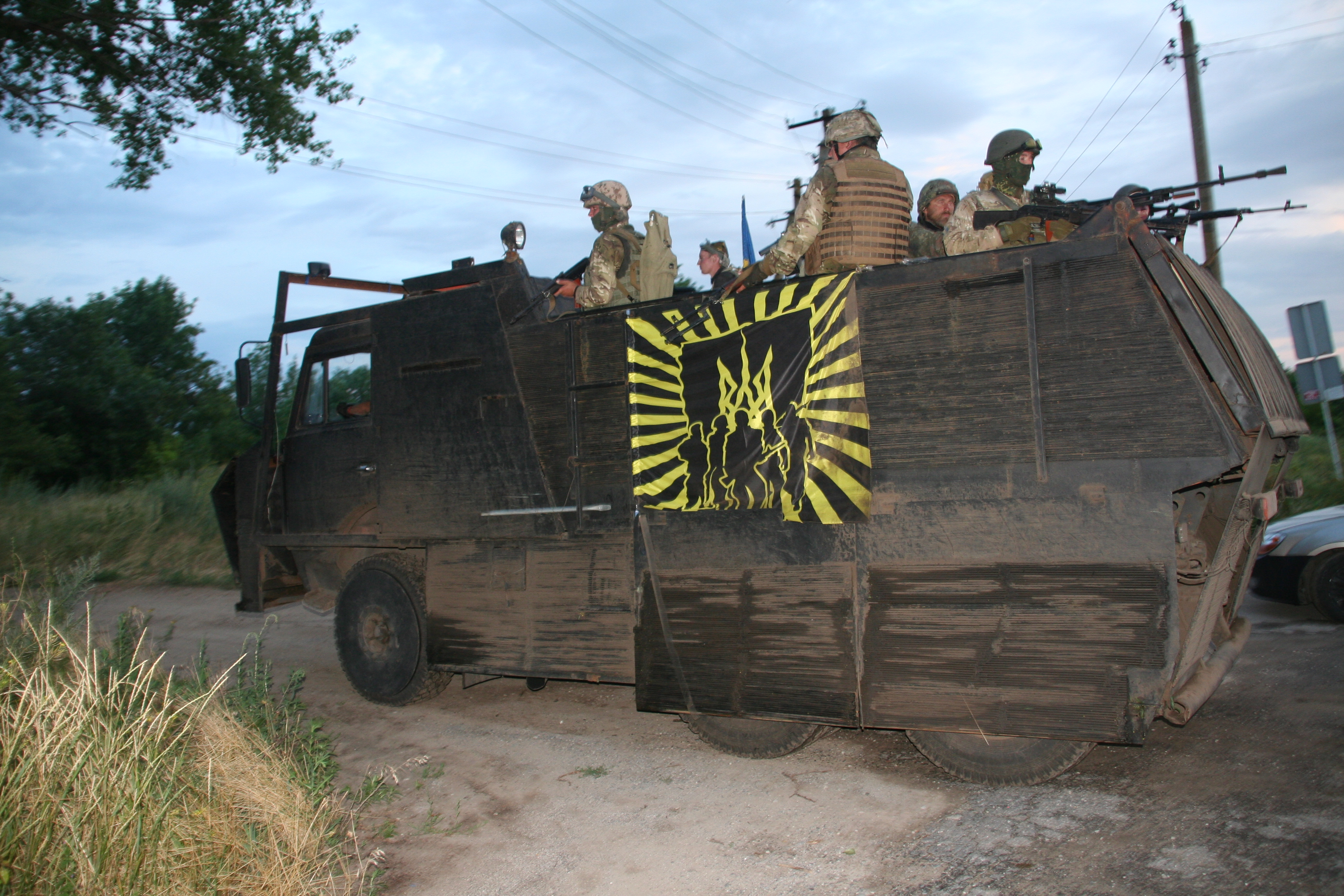
Soldados do Batalhão Azov em 2014, patrulhando com um caminhão com blindagem improvisada

Em 13 de abril de 2014, o Ministro de Assuntos Internos, Arsen Avakov, emitiu um decreto autorizando a criação de novas forças paramilitares de até 12.000 pessoas. O ex-Corpo Negro foi inicialmente baseado em Kharkiv, onde foi encarregado de defender a cidade contra uma possível revolta pró-Rússia, mas como a situação na cidade diminuiu e se acalmou, eles foram enviados para o leste da Ucrânia para ajudar no esforço de guerra. O Batalhão de Azov, usando "Eastern Corps" e o Corpo Negro como sua espinha dorsal, foi formado em 5 de maio de 2014 em Berdiansk, atribuindo o status de Polícia de Patrulha de Tarefas Especiais pelo Ministério do Interior da Ucrânia.

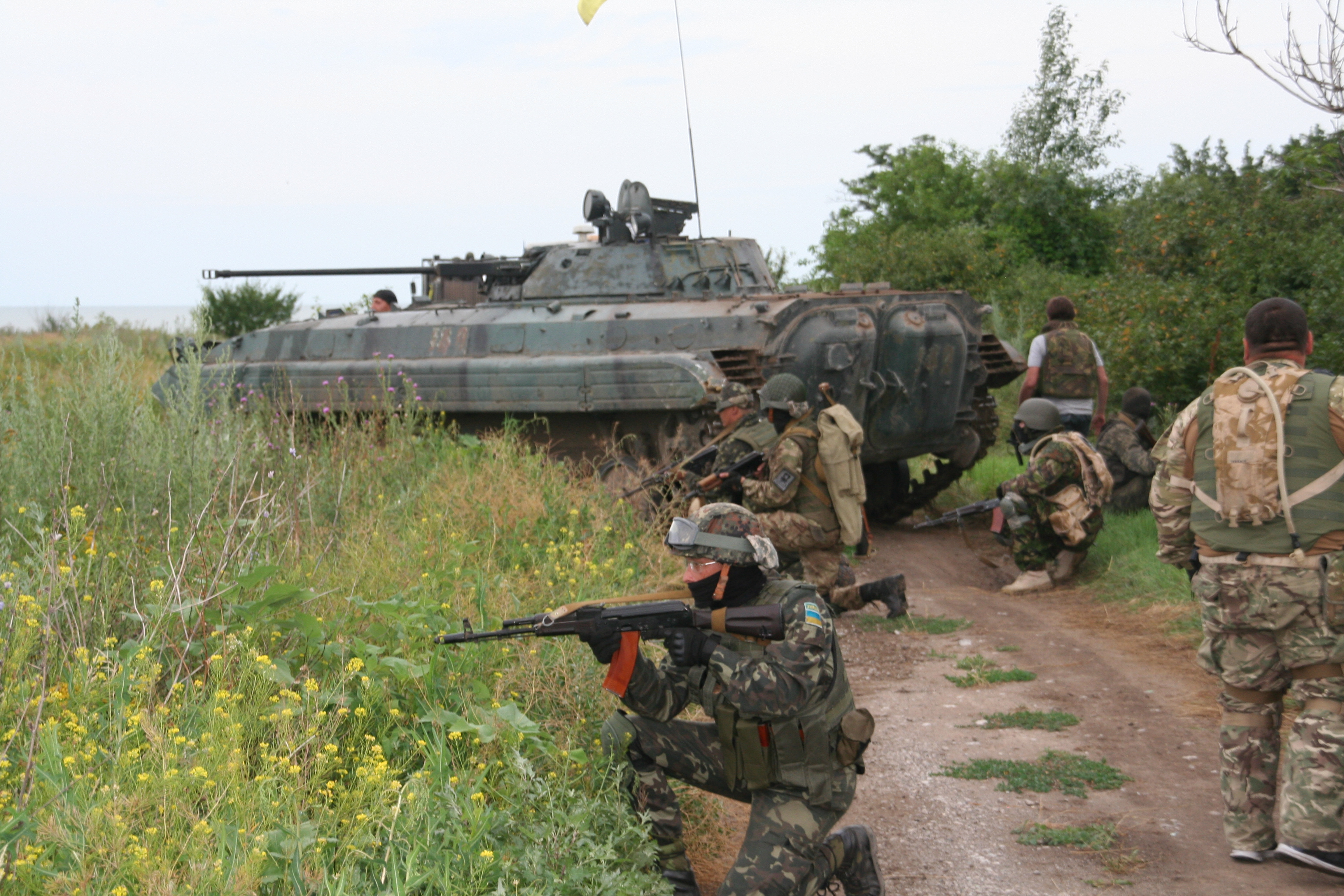
Soldados do Azov em combate acompanham um BMP-2 da Guarda Nacional da Ucrânia durante a Guerra em Donbas, 2014.

Muitos membros do Patriotas da Ucrânia se alistaram no batalhão. Entre os primeiros patronos do batalhão estavam um membro do Verkhovna Rada, Oleh Lyashko, um ultranacionalista Dmytro Korchynsky, o empresário Serhiy Taruta e Avakov. O batalhão na época recebeu treinamento perto de Kyiv por instrutores com experiência da Forças Armadas da Geórgia.

### Unidade de polícia voluntária
O Batalhão teve seu batismo de fogo em Mariupol em maio de 2014, onde esteve envolvido em combate durante a Primeira Batalha de Mariupol como parte da contra-ofensiva para recapturar a cidade dos separatistas da autoproclamada República Popular de Donetsk (RPD). Em 13 de junho, juntamente com o batalhão voluntário Dnipro-1, eles retomaram os principais edifícios e redutos ocupados por separatistas, matando pelo menos 5 separatistas e destruindo um veículo blindado inimigo BRDM-2 e um caminhão blindado durante a batalha. Após a Batalha, Azov permaneceu como guarnição em Mariupol por um tempo, onde foram encarregados de patrulhar a região ao redor do Mar de Azov para impedir o tráfico de armas da Rússia para mãos separatistas.
Em 10 de junho, o batalhão demitiu o vice-comandante Yaroslav Honchar e se distanciou dele depois que Honchar fez declarações críticas sobre os saques e a devassidão do batalhão de Azov. Igor Mosiychuk tornou-se vice-comandante.

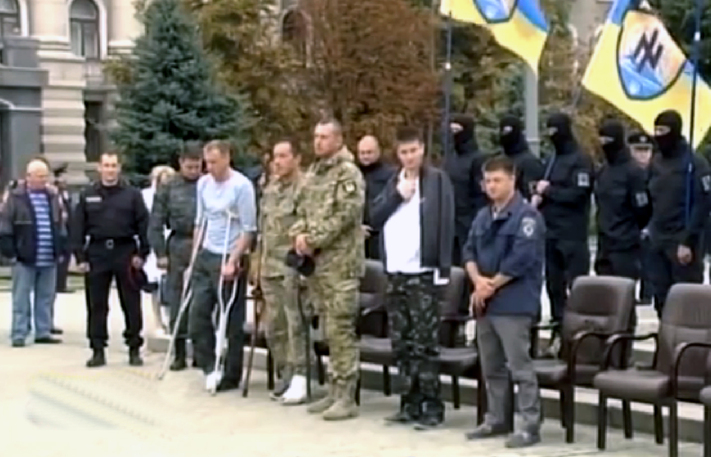
Funeral para membros do Batalhão de Azov mortos em combate, Agosto de 2014

Em junho de 2014, Anton Herashchenko (assessor do Ministro de Assuntos Internos) disse que estava planejado que o batalhão Azov teria uma força de 400 pessoas e o salário dos voluntários seria de 4.300 hryvnia ($360) por mês. Os soldados contratados recebiam 1.505 hryvnias por mês.
De 10 a 11 de agosto de 2014, o Batalhão Azov, juntamente com o Batalhão Shakhtarsk, o Batalhão Dnipro-1 e o Exército Ucraniano, apoiaram um ataque à cidade de Ilovaisk liderado pelo Batalhão de Donbas. O desempenho de Azov foi criticado por colegas membros do Batalhão Donbas e por um relatório posterior da comissão do Conselho Supremo da Ucrânia sobre os fracassos da Batalha de Ilovaisk, que criticou Azov por chegar com falta de pessoal e atrasado para a batalha, e não cobrir os flancos de outras forças. Durante o ataque inicial, Azov sofreu pesadas perdas. O Batalhão Azov ajudou a limpar a cidade dos separatistas e reforçar as posições ucranianas. No entanto, no final de agosto, eles foram redistribuídos para a guarnição de Mariupol, pois um destacamento de tropas das Forças armadas russas foi visto se movendo para Novoazovsk, localizado a 45 km de Mariupol. Mais tarde, as forças separatistas em Ilovaisk foram reforçadas por tropas das Forças Armadas Russas, que cercaram as forças ucranianas na cidade e as derrotaram. O comandante do Batalhão de Donbas, Semen Semenchenko, mais tarde acusou os militares e o governo ucraniano de abandoná-los deliberadamente por razões políticas, citando a retirada dos batalhões de Azov e Shakhtarsk como uma tentativa de iniciar lutas internas entre os batalhões voluntários.
Na Batalha de Novoazovsk, de 25 a 28 de agosto de 2014, o Batalhão Azov e as forças ucranianas não se saíram muito melhor, pois foram repelidos pelo poder de fogo superior dos tanques e veículos blindados dos separatistas e russos.
Em 11 de agosto, o batalhão Azov, apoiado por paraquedistas das Forças de Assalto Aéreo ucranianos, capturou Marinka de rebeldes pró-Rússia e entrou nos subúrbios de Donetsk em confronto com combatentes.
Com Novoazovsk capturado, os separatistas começaram a preparar uma segunda ofensiva contra Mariupol. No início de setembro de 2014, o Batalhão Azov estava envolvido na Segunda Batalha de Mariupol. À medida que as forças separatistas se aproximavam da cidade, o Batalhão de Azov estava na vanguarda da defesa, fornecendo reconhecimento em torno das aldeias de Shyrokyne e Bezimenne, localizadas a poucos quilômetros a leste de Mariupol. Ao mesmo tempo, Azov começou a treinar cidadãos de Mariupol em autodefesa e organizar milícias populares para defender a cidade. Os separatistas conseguiram avançar para Mariupol, alcançando os subúrbios e chegando a cinco quilômetros da cidade. Mas uma contraofensiva noturna em 4 de setembro lançada por Azov e as Forças Armadas empurrou as forças da RPD para longe da cidade.

Em relação ao cessar-fogo acordado em 5 de setembro, o comandante do Azov, Andriy Biletsky, declarou: "Se for um movimento tático, não há nada de errado com isso […] se é uma tentativa de chegar a um acordo sobre o solo ucraniano com separatistas, obviamente é uma traição". Nessa época, Azov tinha cerca de 500 membros.

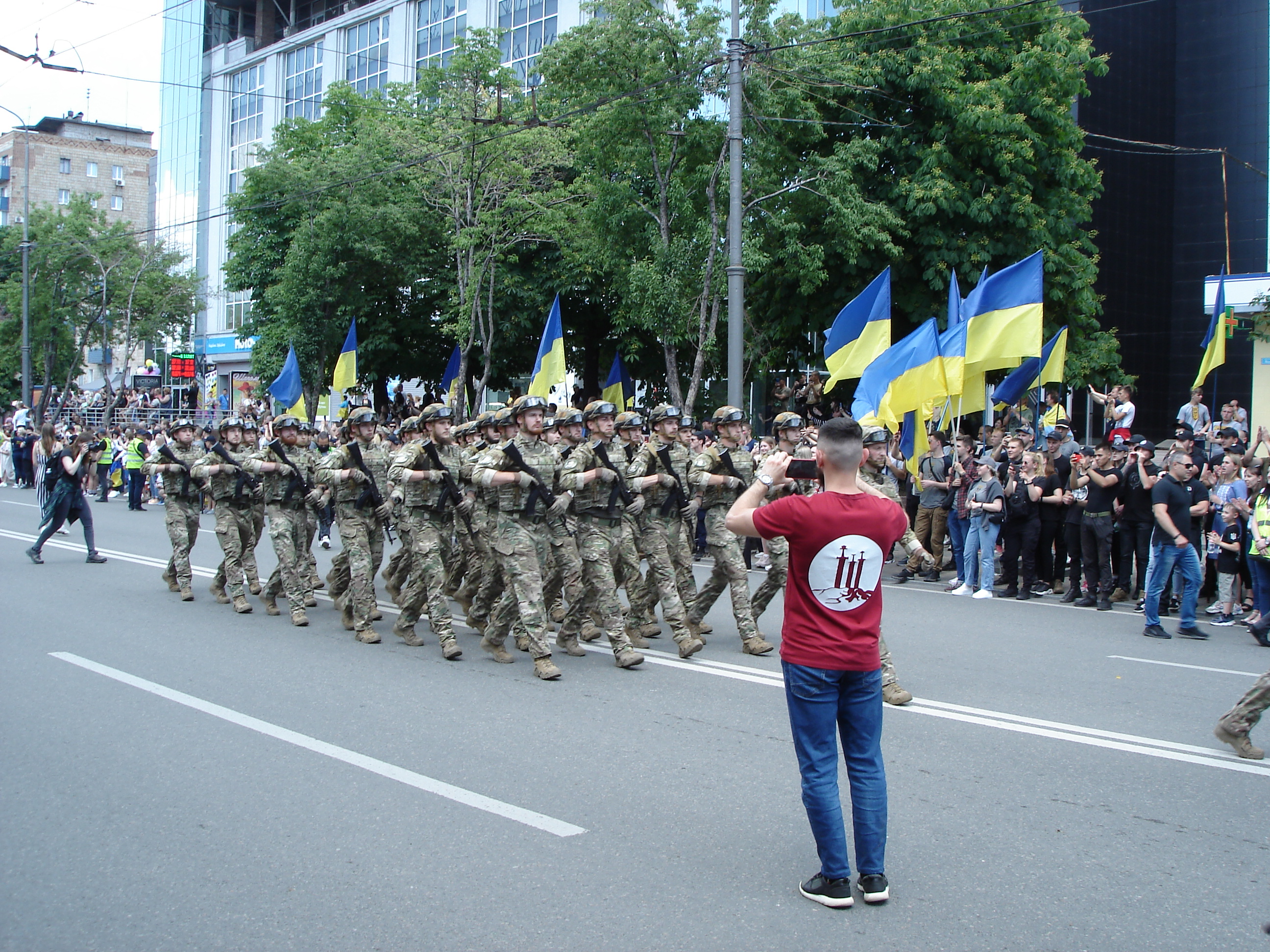
Militares do Azov em um desfile militar em Mariupol, 2021.

### Reorganização e incorporação à Guarda Nacional da Ucrânia
Em setembro de 2014, o Batalhão Azov passou por uma reorganização, e foi atualizado de um batalhão para um regimento, e em 11 de novembro, o regimento foi oficialmente inscrito na Guarda Nacional da Ucrânia. Isso foi parte de mudanças políticas maiores pelo governo ucraniano de integrar os batalhões voluntários independentes sob as Forças Terrestres Ucranianas ou a Guarda Nacional na cadeia de comando formal da Operação Antiterrorista (ATO). O agora Regimento Azov foi designado como "Unidade Militar 3057" e oficialmente chamado de Destacamento de Operações Especiais "Azov".

Após sua inscrição oficial na Guarda Nacional, Azov recebeu financiamento oficial do Ministério do Interior ucraniano e de outras fontes (que se acredita serem oligarcas ucranianos). Por volta dessa época, Azov começou a receber suprimentos cada vez maiores de armas pesadas. O fundador do Azov, Andriy Biletsky deixou o batalhão em outubro de 2014 e sua influência se dissipou depois.

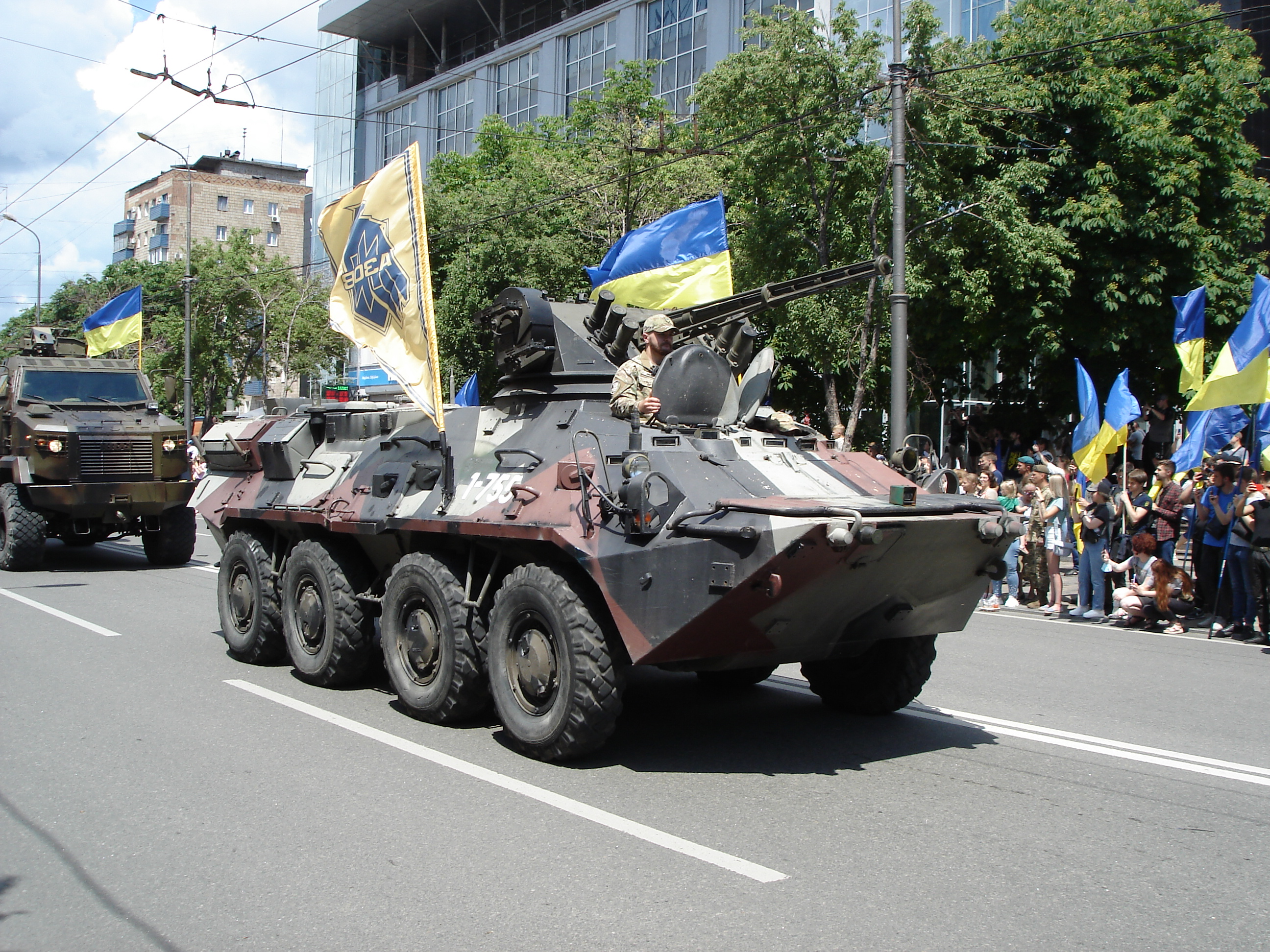
Veículo Blindado de Transporte BTR-80 do Azov em um desfile militar em Mariupol, 2021.

Nesse mesmo tempo, o governo ucraniano começou um processo de despolitização e desradicalização de suas unidade voluntárias, especialmente o Batalhão Azov. De acordo com a revista Foreign Affairs, "Depois da união [com a Guarda Nacional], o primeiro ato do governo foi erradicar dois grupos dentro de Azov, combatentes estrangeiros e neonazistas, examinando os membros do grupo com verificações de antecedentes, observações durante treinamento e uma lei exigindo que todos os combatentes aceitem a cidadania ucraniana. Os combatentes que não passaram nessa triagem tiveram a chance de se juntar ao corpo de voluntários civis para ajudar no esforço de guerra; esses corpos ajudaram a polícia, limparam a neve (uma tarefa crucial na Ucrânia) e até trabalharam em uma rádio pública." Segundo a Reuters, neste momento, a unidade trabalhou para se despolitizar: sua liderança de extrema direita saiu e fundou o partido político Corpo Nacional, que trabalha com sua organização ativista associada, o Corpo Civil Azov.

### Batalha de Shyrokyne

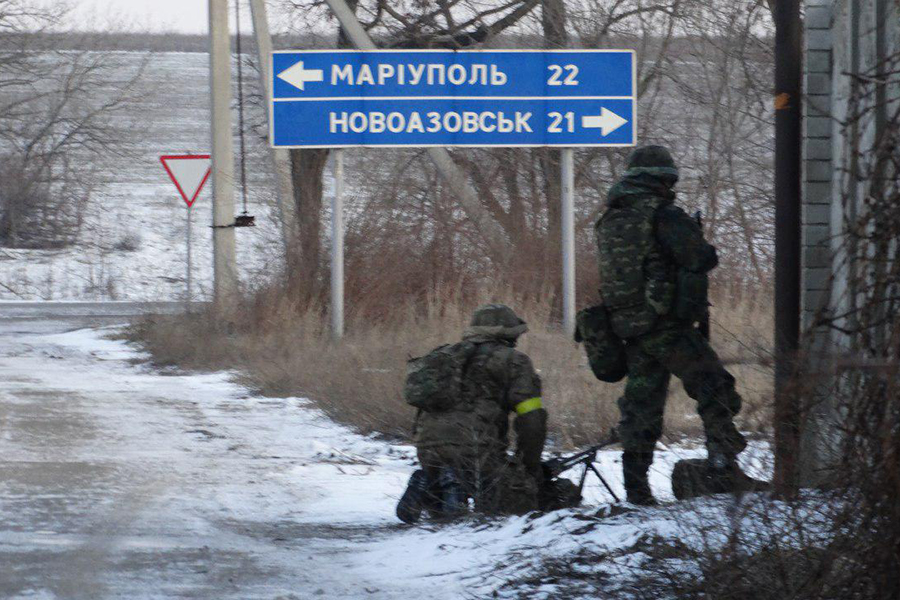
Forças Azov em movimento durante a Batalha de Shyrokyne em 2015.

Em 24 de janeiro de 2015, Mariupol foi alvo de um bombardeio indiscriminado com foguetes por separatistas, que deixou 31 mortos e 108 feridos. Em 28 de janeiro, dois membros do Azov foram mortos em um bombardeio de um posto de controle na parte leste de Mariupol. Ambos os ataques foram realizados a partir de uma área perto da aldeia de Shyrokyne, 11 km a leste de Mariupol, onde houve movimento significativo de tropas separatistas na região, alimentando temores de uma terceira ofensiva contra Mariupol.
Em fevereiro de 2015, o Batalhão Azov respondeu liderando uma ofensiva surpresa contra os separatistas em Shyrokyne. O objetivo era criar uma zona tampão para evitar mais bombardeios de Mariupol e empurrar as forças separatistas de volta para Novoazovsk. O ataque do Regimento Azov foi reforçado pelo Exército Ucraniano, e Forças de Assalto Aéreo, bem como o Batalhão de Donbas da Guarda Nacional e os batalhões voluntários independentes Corpo Voluntário Ucraniano e o checheno-muçulmano Batalhão Sheikh Mansour.
Em fevereiro de 2015, depois de romper as linhas da República Popular de Donetsk, o Batalhão Azov conseguiu capturar rapidamente as cidades de Shyrokyne, Pavlopil e Kominternove e começou a avançar em direção a Novoazovsk. As forças ucranianas foram detidas na cidade de Sakhanka, onde os separatistas mantiveram a linha usando artilharia pesada e veículos blindados. Em 12 de fevereiro de 2015, os separatistas lançaram uma contra-ofensiva total que resultou em pesadas perdas para Azov. Azov e o resto das forças ucranianas recuaram de Sakhanka para Shyrokyne. Em 12 de fevereiro de 2015, o cessar-fogo de Minsk II foi assinado por ambas as partes do conflito, e o território ao redor de Shyrokyne foi declarado parte de uma zona tampão desmilitarizada proposta. No entanto, os rebeldes da RPD não consideraram o combate na própria aldeia como parte do cessar-fogo, enquanto Biletsky viu o cessar-fogo como "apaziguar o agressor". Nas semanas seguintes, os combates continuaram entre Azov e os separatistas, preocupando alguns analistas de que poderia comprometer o acordo de Minsk II. A situação em Shyrokyne tornou-se um impasse: ambos os lados reforçaram suas posições e construíram trincheiras. Nas semanas seguintes, Azov e as forças do RPD trocaram tiros e bombardeios de artilharia com um vai-e-vem no controle das linhas de frente e aldeias. A vila de Shyrokyne foi quase completamente destruída como resultado.
Em 29 de julho de 2015, o Regimento Azov e os combatentes do Batalhão de Donbas em Shyrokyne foram retirados da frente e substituídos por uma unidade da Infantaria Naval Ucraniana. A decisão de tirá-los da vila foi recebida com protestos de moradores da vizinha Mariupol, que temiam que a retirada levasse os separatistas russos a retomar rapidamente a vila e bombardear a cidade novamente.

### Invasão Russa da Ucrânia em 2022
O Regimento Azov recuperou a atenção durante a invasão russa da Ucrânia em 2022 . Antes do conflito, Azov foi alvo de uma guerra de propaganda : a Rússia usou a incorporação oficial do regimento à Guarda Nacional da Ucrânia como uma das provas de seu retrato do governo e dos militares ucranianos sob controle nazista, com a "desnazificação" como um casus belli chave. O regimento, por outro lado, era conhecido por sua capacidade de autopromoção, produzindo vídeos de alta qualidade de seus ataques de drones e outras atividades militares; O Daily Telegraph chamou de "máquina de publicidade bem lubrificada".  Outros notaram como sua participação na guerra e defesa de Mariupol aumentou a notoriedade nacional e internacional e a popularidade do grupo.  A destruição do regimento está entre os objetivos de guerra de Moscou.

#### Defesa de Mariupol

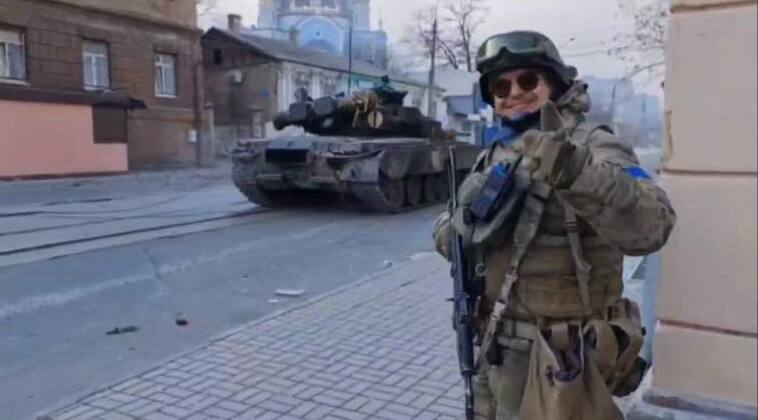
Soldado do Batalhão de Azov em combate durante o Cerco de Mariupol

A maior parte do Regimento Azov estava estacionada em Mariupol no início da invasão. Em março de 2022, a Deutsche Welle informou que o regimento era a principal unidade de defesa de Mariupol no cerco de Mariupol. À medida que a batalha se desenrolava, Azov tornou-se notável por sua feroz defesa da cidade. Por exemplo, a PBS chamou de "uma força voluntária experiente que é amplamente considerada uma das unidades mais capazes do país". Em 19 de março de 2022, o presidente Volodymyr Zelenskyy concedeu o título de Herói da Ucrânia ao comandante de Azov em Mariupol, o tenente-coronel Denys Prokopenko.
Em 9 de março, a Rússia realizou um ataque aéreo a uma maternidade, matando vários civis, e justificou o bombardeio pela suposta presença de tropas Azov no prédio; da mesma forma, em 16 de março, o teatro de Mariupol, que mantinha civis, foi bombardeado, a Rússia acusou Azov de tê-lo perpetrado, tentando incriminar a Rússia por isso. Enquanto os civis fugiam da cidade, postos de controle russos paravam os homens e os despiam, procurando tatuagens que os identificassem como Azov. Refugiados em "centros de filtragem" foram interrogados se tinham alguma afiliação com Azov ou conheciam alguém no regimento. Em 22 de março, o quartel-general militar de Azov no distrito de Kalmiuskyi, ao norte, foi capturado por soldados russos e da RPD, embora já estivesse abandonado.

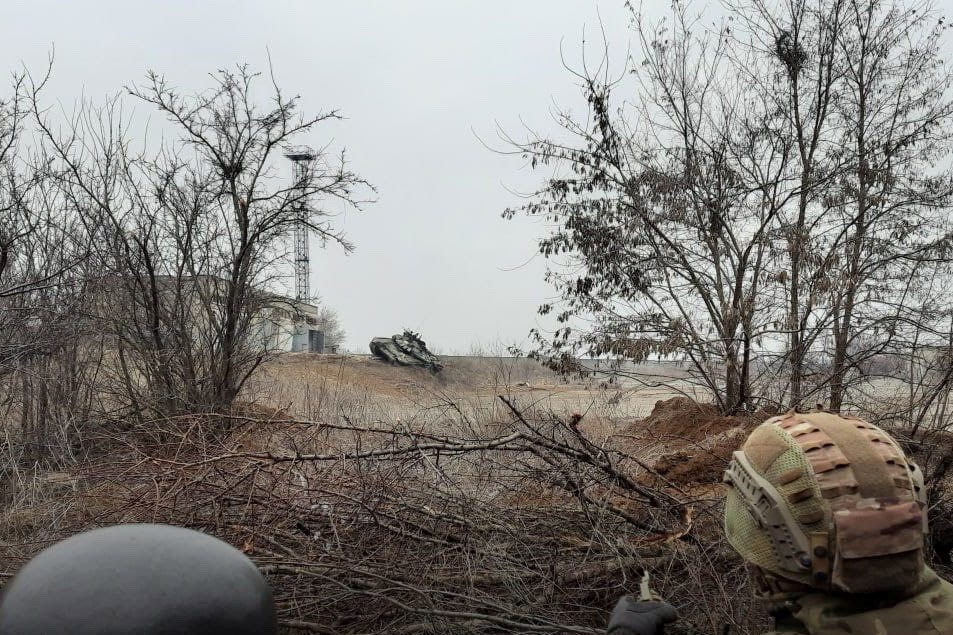
Soldados do Azov atacam um tanque russo em Mariupol

No início de abril, o Regimento Azov, juntamente com outras forças ucranianas locais, começou a recuar para a Siderúrgica Azovstal, uma enorme siderúrgica da era soviética construída para resistir a ataques militares e bombardeios. A unidade tornou-se proeminentemente associada à Azovstal; seu fundador Andriy Biletskiy chamou o complexo industrial de "a fortaleza do Azov". Em 11 de abril de 2022, o regimento acusou as forças russas de usar “uma substância venenosa de origem desconhecida” em Mariupol. As alegações, no entanto, não foram confirmadas por verificadores de fatos e organizações independentes. Embora o porta-voz da República Popular de Donetsk Eduard Basurin foi preso pelo FSB por ter pedido anteriormente ao ataque para que a Rússia que traga "forças químicas" para "extinguir as toupeiras", referindo-se às forças ucranianas no Azovstal. Mais tarde, em abril, os bolsões restantes de resistência ucraniana dentro da cidade, consistindo da 36ª Brigada de Infantaria Naval Ucraniana, unidades não-Azov da Guarda Nacional e dos destacamentos portuários da Polícia Nacional e Guardas de Fronteira, conduziram operações para escapar para Azovstal, enquanto membros da Azov conduziam operações de apoio e resgate para ajudá-los.

Em 21 de abril, a maioria das forças ucranianas em Mariupol estavam baseadas em Azovstal. Em 21 de abril, Vladimir Putin declarou oficialmente que Mariupol foi "libertada" e ordenou que suas forças não atacassem o complexo, mas o bloqueassem. No entanto, os dias seguintes viram bombardeios de Azovstal. Havia também civis abrigados no complexo. Em 3 de maio, as forças russas em Mariupol reiniciaram seus ataques a Azovstal, com bombardeios de artilharia e tentativas de invadir o complexo.

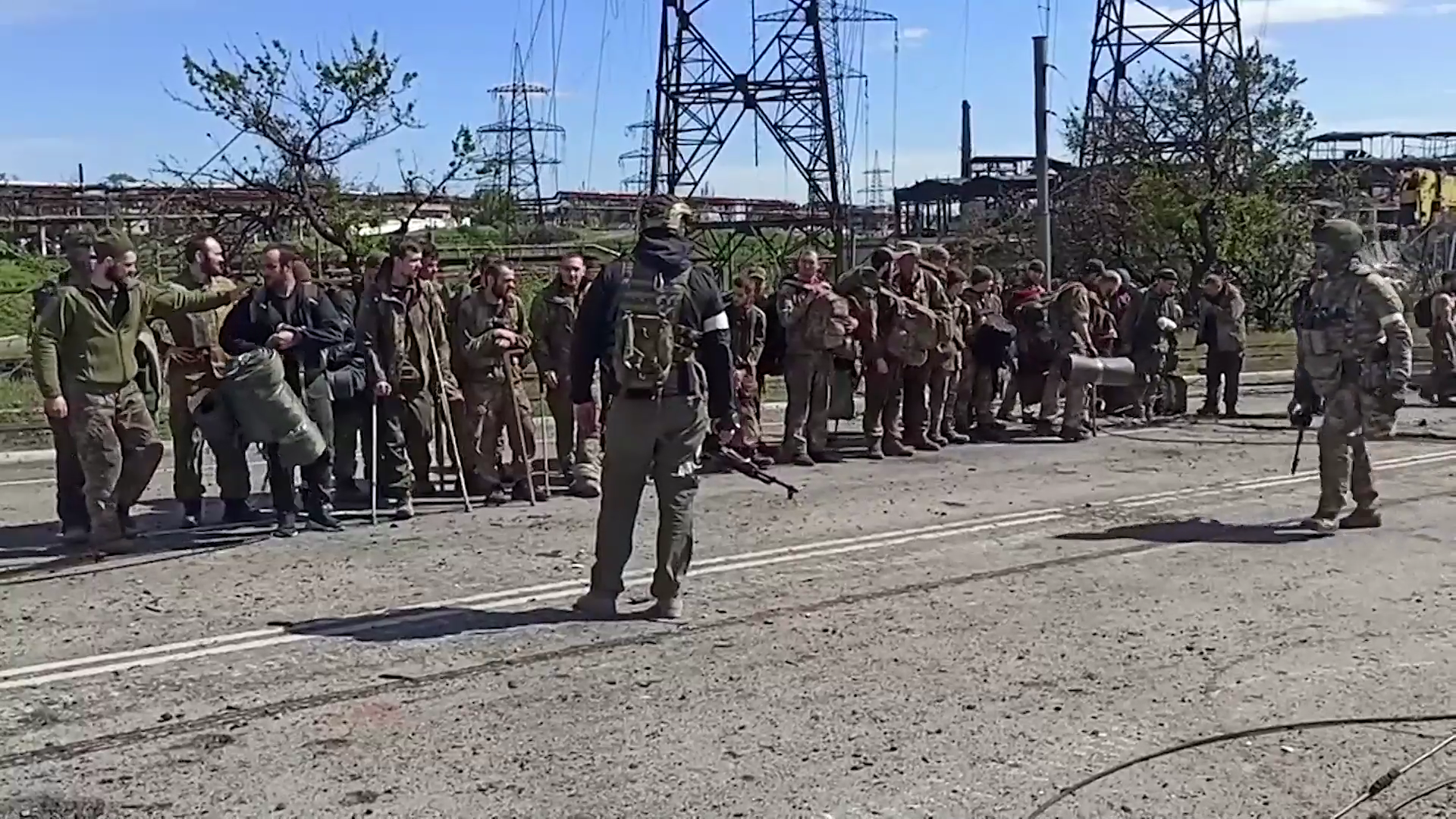
Prisioneiros de guerra do Regimento Azov e outras unidades militares ucranianas após a rendição da Siderúrgica Azovstal durante o Cerco de Mariupol

Em 17 de maio de 2022, as negociações, que incluíram mediadores das Nações Unidas e do Comitê Internacional da Cruz Vermelha (CICV), conseguiram encerrar o cerco de Azovstal e estabelecer um corredor humanitário. Em 16 de maio, o Estado-Maior ucraniano anunciou que a guarnição de Mariupol, incluindo remanescentes do regimento Azov estacionado em Mariupol, havia "cumprido sua missão de combate" e que as evacuações da fábrica de aço Azovstal haviam começado. Seguindo as ordens do alto comando, nos próximos dias, membros do Azov em Azovstal, incluindo o comandante do regimento Denys Prokopenko, se renderam às forças russas entre cerca de 2,5 mil soldados ucranianos da fábrica e foram levados para o território controlado pelos russos na República Popular de Donetsk. O CICV registrou as tropas rendidas como prisioneiras de guerra a pedido de ambos os lados, coletando informações para contatar suas famílias.
Em 29 de Julho de 2022, o campo de prisioneiros de guerra de Olenivka, que abrigava prisioneiros de Azovstal, incluindo membros do Regimento Azov, foi destruído e seus prisioneiros massacrados. O Ministério da Defesa da Rússia, e o comando militar da República Popular de Donetsk  acusaram do ataque ter sido realizado pela Ucrânia, mas Anton Gerashchenko, conselheiro do Ministério do Interior da Ucrânia negou e acusou Moscou, enquanto o Estado Maior das Forças Armadas da Ucrânia disse que os russos bombardearam a prisão para encobrir a tortura e o assassinato de prisioneiros de guerra ucranianos que estavam ocorrendo lá, e as autoridades ucranianas forneceram o que disseram serem comunicações interceptadas e evidências de testemunhas oculares indicando culpa russa. Tanto a Ucrânia quanto Rússia convidaram a ONU e Cruz Vermelha para investigar bombardeio do centro de detenção de Olenivka.
Em 21 de Setembro de 2022, como parte de uma troca de prisioneiros, a Ucrânia entregou à Rússia Viktor Medvedchuk, oligarca ucraniano, ex-político pró-rússia e amigo pessoal de Vladimir Putin, em troca de mais de 215 prisioneiros de guerra ucranianos, incluindo 188 membros do Regimento Azov. Os prisioneiros de guerra trocados incluíam o comandante Azov Denys Prokopenko, o vice-comandante Svyatoslav Palamar e mais outros três comandantes. Na troca foi acordado que os cinco líderes do Regimento Azov que foram libertados como parte da troca de prisioneiros permanecerão na Turquia até o final da guerra.
A troca causou polêmica na Rússia entre os radicais e apoiadores pró-guerra, já que as autoridades russas já haviam sido contra a troca de membros do Regimento Azov, com o presidente do Duma Federal, Vyacheslav Volodin, em junho, chamando-os de "criminosos nazistas" que devem ser levados à justiça, enquanto Embaixada da Rússia no Reino Unido twittou em julho que os soldados do Azov deveriam ser enforcados, acrescentando “Eles merecem uma morte humilhante”. e o governo russo em si designou o Azov como uma organização terrorista, em agosto, permitindo punições mais severas para combatentes capturados sob a lei russa, com até possibilidade até da reintrodução da Pena de morte na Rússia para a execução de membros do Azov.

Insígnia usada pelas unidades Azov SSO, esta em particular de Kiev, que afasta-se do uso da Wolfsangel

#### Outras atividades
Enquanto a maior parte do Regimento Azov estava baseado em Mariupol, com a invasão novas unidades Azov foram organizadas fora da cidade, em particular em Kiev e Kharkiv. Os veteranos do Regimento Azov formaram a "espinha dorsal" dessas unidades. Essas unidades eram inicialmente parte das Forças de Defesa Territoriais da Ucrânia (TDF). As unidades Azov TDF provaram ser particularmente eficazes em combate e, assim, foram transformadas em regimentos e realocadas como parte das Forças de Operações Especiais da Ucrânia (SSO), onde receberam treinamento e equipamentos especiais. Essas unidades são conhecidas como "Azov SSO", com unidades em Kiev, Kharkiv e uma nova em Sumy. Em maio de 2022, o The Times informou que uma nova unidade do Regimento Azov havia sido inaugurada em Kharkiv e a publicação notou que a unidade Azov SSO-Kharkiv estava usando uma nova insígnia, no qual o símbolo "Ideia Nacional" (que se assemelha Wolfsangel nazista) havia sido substituído por um Tryzub estilizado formado por três espadas de ouro.
Em janeiro de 2023, as unidades Azov SSO foram fundidas e reformadas na 3ª Brigada de Assalto Separada sob as Forças Terrestres Ucranianas. É uma unidade de infantaria mecanizada com o objetivo de fornecer uma unidade altamente móvel, bem armada e bem treinada, que pode se engajar efetivamente em operações defensivas e ofensivas. Em janeiro, a unidade foi enviada para a Batalha de Bakhmut.
Em Dnipro, Azov organizou o 98º Batalhão de Defesa Territorial 'Azov-Dnipro' das Forças de Defesa Territoriais, liderado pelo Primeiro Vice-Chefe do Corpo Nacional e veterano de Azov, Rodion Kudryashov. Outras unidades Azov TDF incluem os 225º e 226º batalhões de reconhecimento de Kharkiv, a Companhia de Tanques "Azov" – parte da 127ª Brigada de Defesa do Kharkiv TDF – a unidade Azov-Prykarpattia formada em Ivano-Frankivsk e a unidade Azov-Poltava com base em Poltava. Além disso, os veteranos Azov e membros do Corpo Nacional Konstantin Nemichev e Serhiy Velychko formaram o Regimento Kraken, uma unidade parte das forças especiais da Diretoria Principal de Inteligência, o serviço de inteligência militar ucraniano. Enquanto em Volyn, veteranos de Azov formaram a "Unidade de Propósito Especial Separada 'Lubart'" sob a TDF, uma sessão de fotos da unidade incluiu a bandeira do Grupo Centúria, uma organização de extrema-direita ligada a Azov.
No início de abril, as unidades Azov estiveram presentes na ofensiva de Kiev na Batalha de Brovary, onde o regimento e a 72ª Brigada Mecanizada do Exército Ucraniano emboscaram e destruíram um regimento de tanques russo que avançava para a cidade de Brovary.

## Movimento Azov

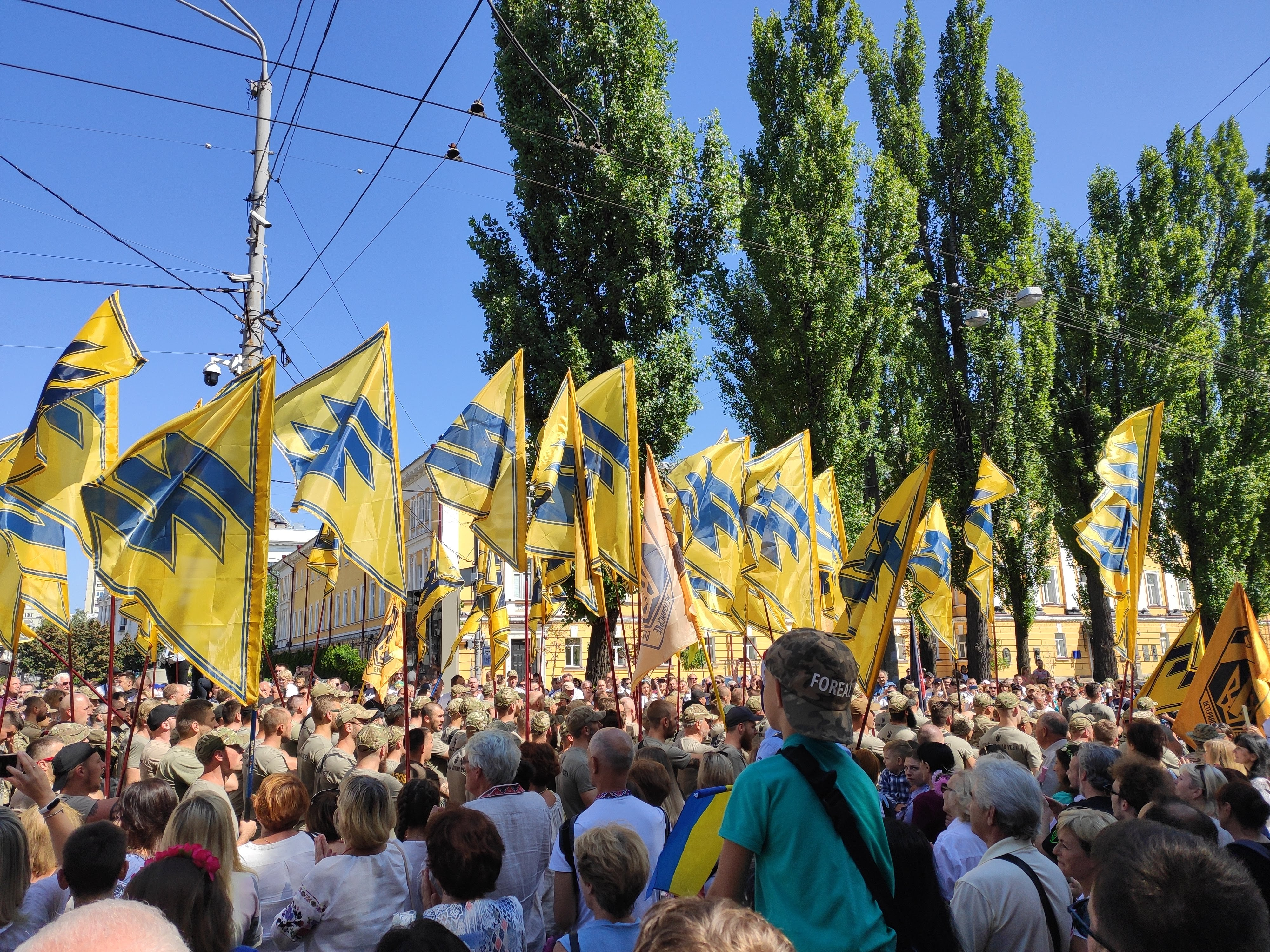
Marcha de veteranos do Azov e apoiadores em Kiev, 2019

O Batalhão Azov criou seu próprio movimento político civil, conhecido coletivamente como "Movimento Azov", um grupo guarda-chuva de organizações formadas por ex-veteranos Azov ou grupos ligados a Azov, e com raízes na organização ultranacionalista Patriota da Ucrânia e no partido Assembleia Social-Nacional, ambos liderados por Andriy Biletsky.

### Acampamento de verão para crianças e adolescentes
O Batalhão Azov também administra acampamentos militares de verão no país onde ensina crianças de 9 a 18 anos, as habilidades militares de atirar com rifles, praticar poses de combate e patrulhar. O acampamento de verão Azovets aceita crianças dos membros do Batalhão Azov, bem como crianças do distrito de Obolon, nas proximidades de Kiev, e mais distantes. Inaugurado em 22 de junho, realiza programas de atividades de uma semana para grupos de 30 a 40 crianças. Oficialmente, é para crianças de nove a 18 anos, mas há crianças de até sete anos lá. Algumas das crianças já tinham frequentado por várias semanas seguidas.

### Milícia Nacional (2017-2020)
Em 2017, foi formado um grupo paramilitar chamado Milícia Nacional (Natsionalni Druzhyny), intimamente ligado ao movimento Azov. Seu objetivo declarado era ajudar as agências policiais, o que é permitido pela lei ucraniana, e conduzir patrulhas nas ruas. Em 29 de janeiro de 2018, membros da Milícia Nacional invadiram uma reunião do conselho municipal em Cherkasy e se recusaram a deixar as autoridades saírem do prédio até que tivessem aprovado o orçamento da cidade, há muito atrasado. Em 2018, a Milícia Nacional também foi acusada de uma série de ataques a assentamentos ciganos. Desde 2020, o grupo se encontra inativo e suas atividades encerradas.

### Casa Cossaca

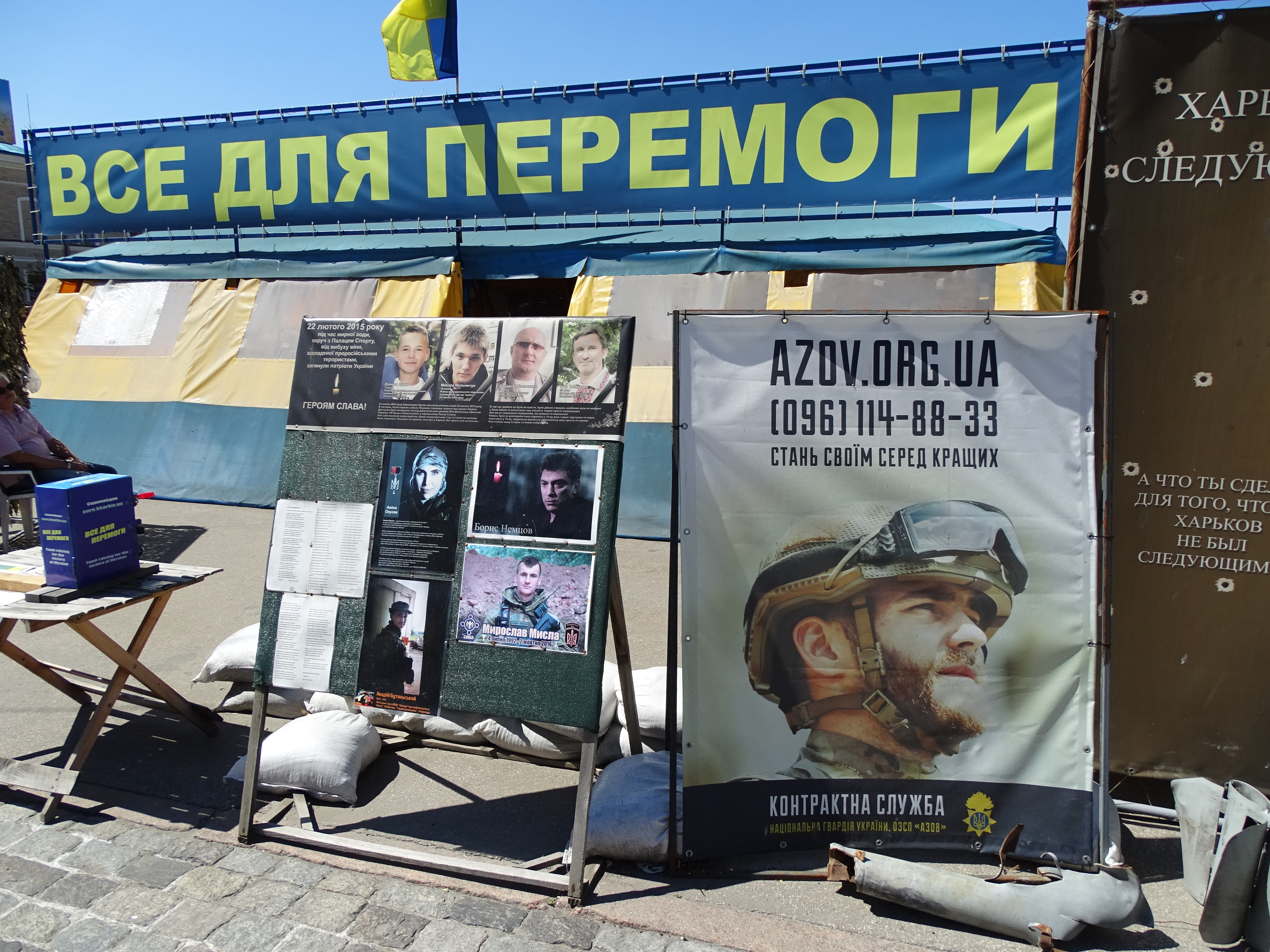
Exposição de rua do Batalhão Azov na Carcóvia

A Casa Cossaca é um centro comunitário fundado em abril de 2016 por jovens ativistas nacionalistas, é amplamente conhecida por ser um bastião civil do movimento radical de Azov, dedicado a promover visões de direita e trazer um renascimento do nacionalismo ucraniano.
Sediada na Rua Taras Shevchenko, no centro histórico de Kiev, dentro de um edifício que já abrigou o Hotel Cossack, o edifício foi tomado pelos “homenzinhos pretos”, os jovens patriotas ucranianos durante a Revolução da Dignidade. Embora legalmente ainda pertença ao seu proprietário original, desde o Euro Maidan tornou-se um espaço de ocupação de várias organizações de mentalidade patriótica e do movimento voluntário de jovens. Também foi usado como a principal base educacional para o que mais tarde se tornou o batlhão Azov. Hoje, de acordo com AzovPress (voz oficial de relações públicas do regimento Azov), a casa é um bastião civil do movimento Azov mais amplo.

Antes da revolução, a casa oferecia alojamento para militares, mas quando os combates na praça começaram, Azov assumiu o controle, transformando o prédio em um centro de recrutamento, hospital de campanha e necrotério; eles agora alugam o prédio do Ministério da Defesa. Atrás de portas duplas de aço, a casa abriga uma academia gratuita para potenciais recrutas, bem como escritórios, salas de aula e um cineclube. Os corredores exibem santuários aos mortos mártires do grupo, bem como folhetos promovendo seus acampamentos de verão, financiados pelo Ministério da Cultura, nos quais as crianças recebem educação patriótica e treinamento de armas.

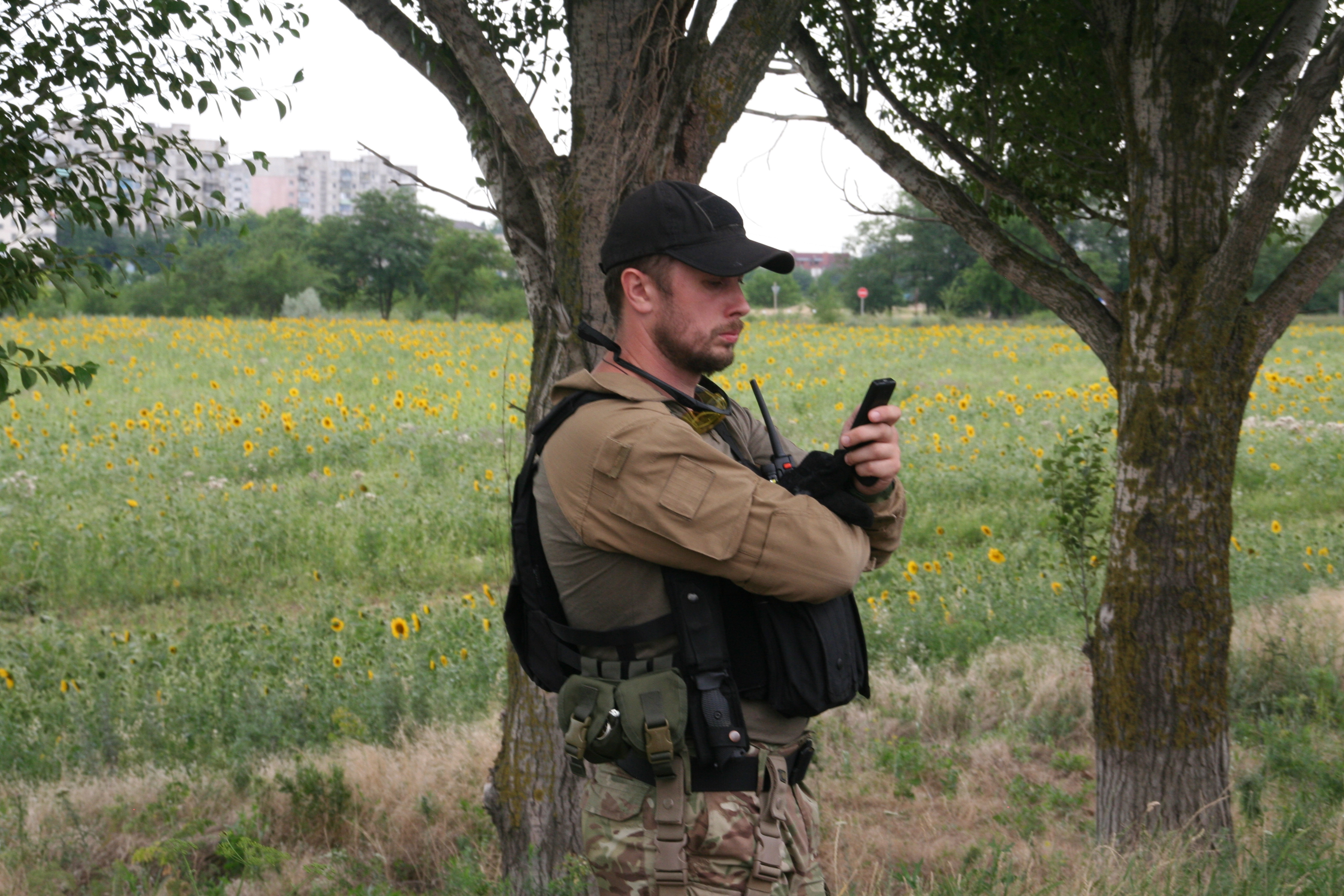
Fundador do Azov, Andriy Biletsky, em Mariupol, 2014.

### Participação política
Na primavera de 2015, veteranos do batalhão de voluntários Azov criaram o núcleo de uma organização não militar não governamental "Corpo Civil Azov" (Tsyvilnyi Korpus "Azov"), com o objetivo de "luta política e social".
Em 2017, o grupo criou o seu braço político, o Corpo Nacional, um partido ultranacionalista que se opõe tanto à Rússia quanto a entrada da Ucrânia na OTAN e na União Europeia. Em 2016, Andriy Biletsky, foi eleito como parlamentar no Conselho Supremo da Ucrânia, representando Kharkiv.
Durante as Eleições parlamentares na Ucrânia em 2019, o Corpo Nacional fez parte de uma coligação política de partidos de extrema-direita, que incluíam o Setor Direito, Svoboda e a "Iniciativa Governamental de Yarosh". Essa coaligação ganhou 2,15% dos votos da lista eleitoral em todo o país, mas acabou não conseguindo nenhum assento no Conselho Supremo da Ucrânia.

### Banimento das redes sociais
Em abril de 2016, o Facebook proibiu páginas e publicações apoiando o batalhão de Azov, no entanto, o primeiro banimento ocorreu em 2015 devido a discursos de ódio e imagens de violência. O Facebook designou o Batalhão Azov como uma “organização perigosa” porém as páginas vinculadas ao grupo continuaram a espalhar propaganda e anunciar mercadorias na plataforma em 2020, de acordo com pesquisa do Center for Countering Digital Hate publicada em novembro de 2021. Mesmo em dezembro, a ala política do movimento Azov, o Corpo Nacional e sua ala jovem mantinham pelo menos uma dúzia de páginas no Facebook. Alguns começaram a desaparecer depois que a TIME fez perguntas sobre o Azov ao Facebook.
Apesar da proibição, no entanto, que entrou silenciosamente em vigor, seus membros permanecem ativos na rede social sob pseudônimos e variações de nomes, ressaltando a dificuldade que o Facebook enfrenta para combater o extremismo na plataforma.
Durante a Guerra Russo-Ucraniana de 2022, a plataforma decidiu permitir temporariamente que seus bilhões de usuários elogiem o Batalhão de Azov, desde que lutem contra a Rússia. Segundo documentos de política interna, o Facebook “permitirá elogios ao Batalhão de Azov, quando o elogio for explícita e exclusivamente sobre seu papel na defesa da Ucrânia ou sobre seu papel como parte da Guarda Nacional da Ucrânia”.

## Pessoas-chave e organização

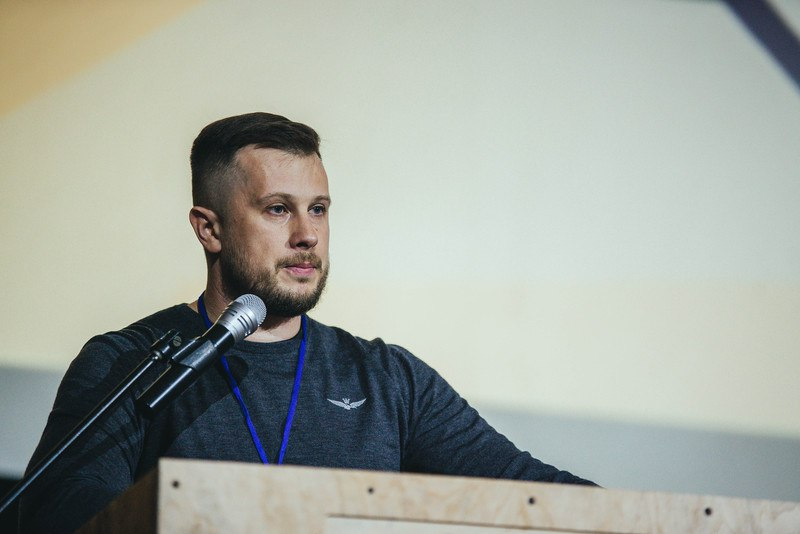
Andriy Biletsky durante primeiro congresso do Partido Nacional

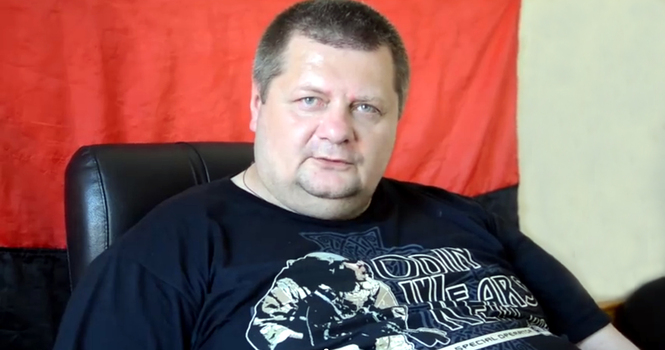
Igor Mosiychuk deixou o Batalhão Azov em 2014 para concorrer ao Parlamento pelo Partido Radical e venceu

Andriy Biletsky (de março de 2014 a outubro de 2014): Biletsky era o líder original do grupo. Ele era anteriormente o líder do grupo de extrema-direita "Patriotas da Ucrânia" e da Organização Nacionalista da Assembleia Social. Em 2011, ele foi preso como parte de uma grande busca de membros do Patriotas da Ucrânia por uma tentativa de assassinato. Em fevereiro de 2014, ele foi libertado da prisão após uma lei do governo que exonera todos os presos políticos. Ele deixou o grupo em outubro de 2014 para se tornar membro do Parlamento da Ucrânia onde ocupou o cargo até 2019.
Ihor Mosiychuk (de 2014 a 2014): Mosiychuk foi um membro fundador e vice-comandante do grupo. Ele foi acusado de tentar bombardear uma estátua de Vladimir Lenin em 2011, o que levou à sua prisão como parte do “Vasylkiv 3” junto com Serhiy Bevza e Volodymyr Shpara. Em fevereiro de 2014, ele foi libertado da prisão após uma lei do governo que exonera todos os presos políticos e então ajudou a criar o Batalhão de Azov. No outono de 2014, ele deixou o Batalhão Azov para concorrer ao Parlamento com o Partido Radical e venceu. Ele serviu no Parlamento de novembro de 2014 a outubro de 2019 até que seu partido perdeu todos os seus assentos.
Oleh Odnorozhenko (2014): Odnorozhenko foi vice-comandante do grupo em sua fase inicial.
Ihor Mykhailenko (de outubro de 2014 a novembro de 2016): Mykhailenko era membro dos Patriotas da Ucrânia antes de 2014. Ele se juntou ao grupo desde o início e assumiu o cargo de comandante principal após a saída de Biletsky para o Parlamento. Mais tarde, ele se tornou o chefe da ala da Milícia Nacional em 2018.
Maksym Zhorin (agosto de 2016 a setembro de 2017): Zhorin serviu brevemente como comandante do grupo antes de fazer a transição para um papel de porta-voz.
Olena Semenyaka (2016 até o presente): Semenyaka é o chefe da ala política do Corpo Nacional e chefe de alcance internacional do Batalhão Azov. Ela se reuniu com membros de outras organizações de extrema-direita, incluindo French Identitarians, CasaPound (Itália), Partido Nacional Democrático da Alemanha e Rise Above Movement (dos EUA). Antes de ingressar, ela foi a secretária de imprensa do Setor Direito de 2014 a 2016. Ela se tornou a chefe de fato do Corpo Nacional em 2016. Olena é uma proeminente “diplomata” do Batalhão Azov. Ela viajou extensivamente pela Europa para se conectar com outros movimentos nacionalistas e identitários de extrema direita na Europa. Olena deu uma palestra em uma Conferência Identitária em 2019 onde Jared Taylor (supremacista branco estadunidense) e Kevin MacDonald (um acadêmico neonazista) estiveram presentes. Ela também participou de uma celebração patrocinada pelo Eesti Konservatiivne Rahvaerakond (EKRE) em 2019 e uma conferência identitária portuguesa do Escudo Identitario em 2019. Ela também se envolveu com a cena do hate rock e se encontrou com membros do Wotan Jugend, bem como com o grupo alemão Absurd, o francês Peste Noire e o finlandês Goatmoon.
Denis Prokopenko (2017 até 2022): Prokopenko se juntou ao grupo em 2014 e foi um de seus primeiros membros, sendo conhecido pelo nom-de-guerre "Redis", apelido dado quando era membro de ultras (torcida organizadas) do Dynamo de Kiev. Começou como um simples lançador de granadas, depois assumindo o comando de um pelotão, companhia, tornando-se o comandante do Batalhão Azov em julho de 2017, tornando-se o comandante mais jovem da história das forças militares da Ucrânia. Sob a sua liderança, o Batalhão de Azov modernizou de uma milícia para uma unidade militar bem-treinada e fortemente armada. Em fevereiro de 2022, supervisionava o Regimento Azov em Mariupol onde liderou a unidade durante o Cerco de Mariupol até ter sido feito prisioneiro de guerra após se render junto as forças ucranianas sitiadas na Siderúrgica Azovstal. Pelo seu trabalho no Cerco de Mariupol recebeu a medalha de Herói da Ucrânia e uma promoção para Tenente-coronel.

### Status
O Batalhão de Azov foi fundado oficialmente em Maio de 2014, embora já existisse anteriormente como uma milícia não-oficial. Sua primeira forma foi uma unidade policial voluntária, sendo subordinada ao Ministério do Interior da Ucrânia. Em 2015, o governo ucraniano decidiu transformar todos os batalhões voluntários – tanto os "Batalhões de Defesa Territorial" associados às forças armadas quanto a "Polícia de Patrulha de Tarefas Especiais" do Ministério do Interior – em unidades regulares das Forças Armadas Ucranianas e da Guarda Nacional, respectivamente. Azov é um dos últimos.
Desde de 2015 sua inclusão dentro da Guarda Nacional da Ucrânia, a unidade se profissionalizaou, passando a receber amplo treinamento tático e estratégico, além de se armar com veículos blindados, artilharia e veículo aéreo não tripulado (VANTs). Entretanto, diferente de outras unidades da Guarda Nacional, o Regimento Azov goza de significante autonomia.

### Recrutamento de estrangeiros

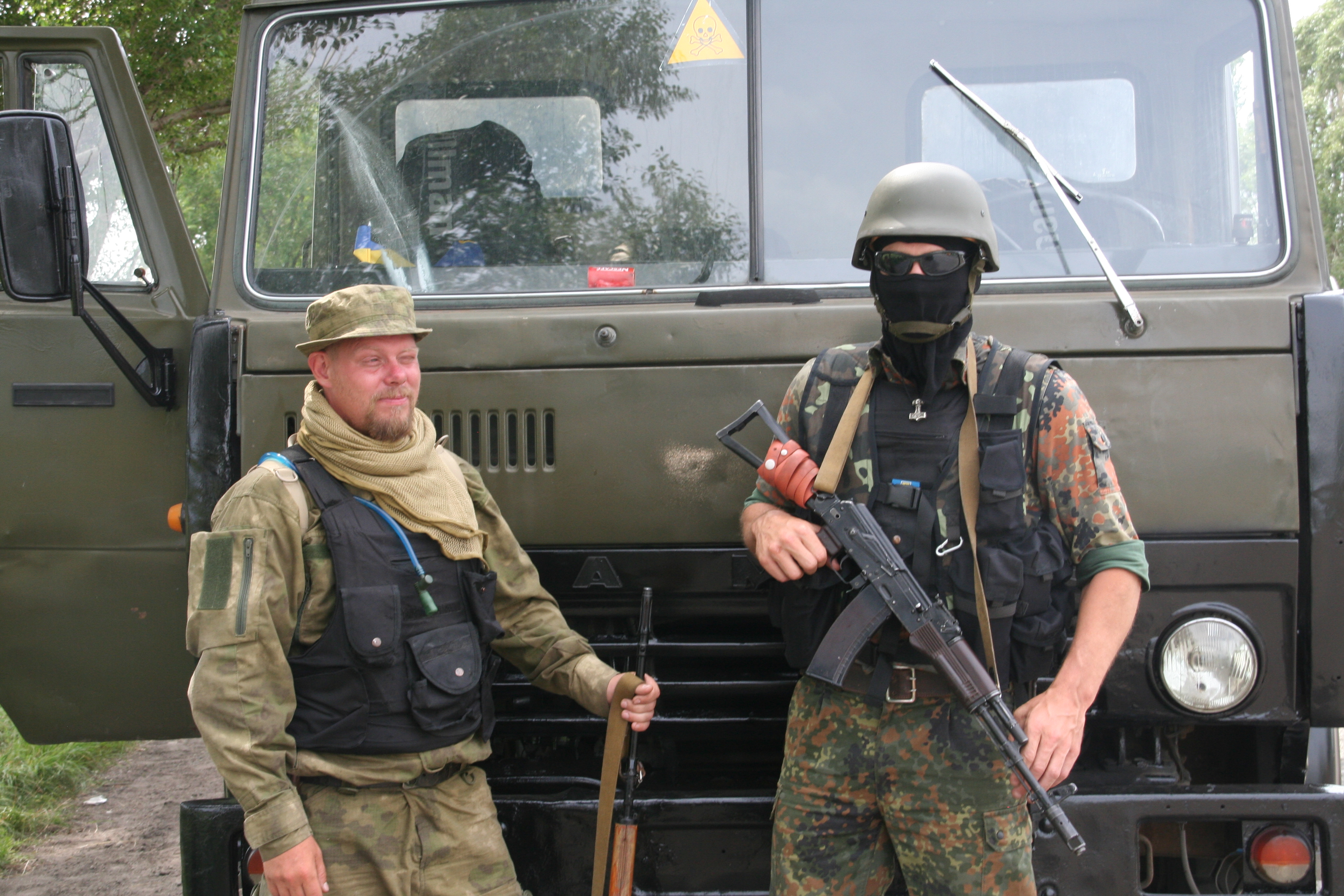
Voluntários Suecos do Batalhão Azov em 2014

O Batalhão de Azov confirma que possui vários voluntários estrangeiros em suas fileiras, principalmente georgianos, romenos, alemães, ingleses, franceses, libaneses e até mesmo alguns russos.
Em 2016, a Polícia Federal do Brasil desmantelou uma célula do Batalhão de Azov no Rio Grande do Sul que recrutava neonazistas brasileiros para serem enviados para a Ucrânia.
Uma pesquisa de 2019, realizada por Adriana Dias, doutora em Antropologia Social pela Universidade Estadual de Campinas (Unicamp) conseguiu rastrear e contabilizar 334 células neonazistas ativas atualmente no Brasil sendo a célula neonazista Azov a maior de todas as localizadas em Goiás e está ativa na capital de estado. A Azov em Goiás, tem traços neonazistas de limpeza étnica e perseguição a homossexuais; conforme Adriana, o movimento chegou ao estado vindo da Ucrânia e Inglaterra. Na capital, onde a célula é majoritária, a ideologia do Batalhão de Azov está presente em academias de luta, onde alguns dos membros, ligados à essa vertente de extrema-direita, organizam lutas e competições entre si.
De acordo com o Projeto de Combate ao Extremismo, o Batalhão Azov deixou claro em 2019, que não estava mais aceitando estrangeiros, isso era parte de um projeto maior do governo ucraniano de fazer estrangeiros servirem no Exército ucraniano como contratados ao invés de grupos como Azov. Em fevereiro de 2022, o Batalhão voltou a recrutar estrangeiros, principalmente por canais de propaganda, incluindo em língua portuguesa, na rede social Telegram.

## Violações dos direitos humanos e crimes de guerra

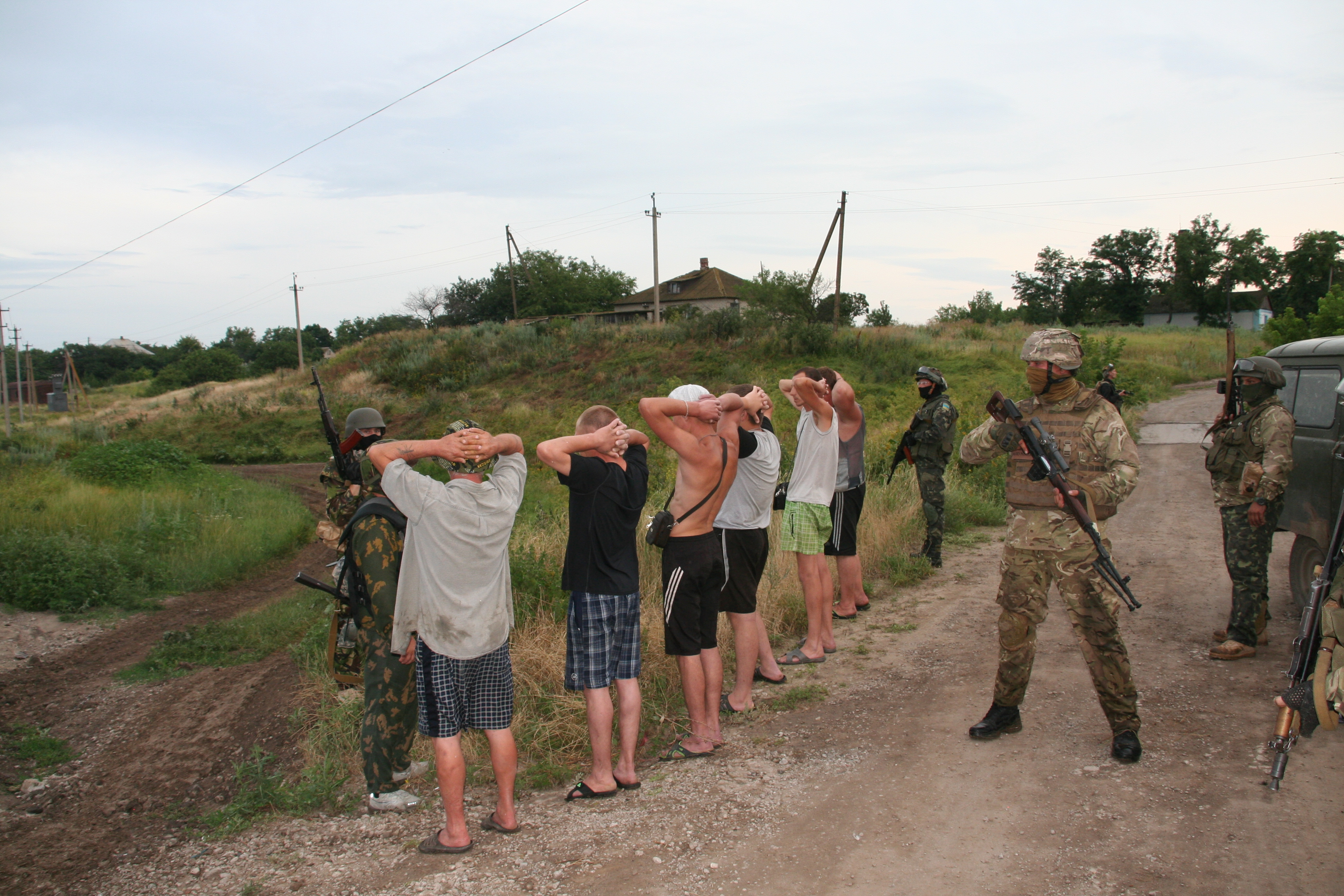
Soldados do Batalhão de Azov interrogam habitantes de um vilarejo próximo a Mariupol, 2014

Diferentes órgãos de direitos humanos acusaram os combatentes do Azov, juntamente com os de outros batalhões de voluntários, de violações de direitos humanos, sequestros de tortura e execuções extrajudiciais. Foram documentados saques em massa de casas de civis, bem como alvos de áreas civis entre setembro de 2014 e fevereiro de 2015."
Em maio de 2014, membros do batalhão “Azov”, que alegavam estar agindo sob as ordens da Serviço de Segurança da Ucrânia (SBU), sequestrou uma mulher perto de sua casa na região de Zaporizhzhia, eles a submeteram a ameaças e torturas que duraram quatro a cinco horas.
Em 2016, a Anistia Internacional e a Human Rights Watch receberam várias alegações críveis de abuso e tortura por parte do regimento. Relatórios publicados pelo Escritório do Alto-comissário das Nações Unidas para os Direitos Humanos (ACNUDH) conectaram o Batalhão Azov a crimes de guerra, como saques em massa, detenção ilegal e tortura. Um relatório do ACNUDH de março de 2016 afirmou que a organização havia "coletado informações detalhadas sobre a condução das hostilidades das forças armadas ucranianas e do regimento Azov em e ao redor de Shyrokyne (31 km a leste de Mariupol), desde o verão de 2014 até hoje.
Outro relatório do ACNUDH documentou um caso de estupro e tortura, escrevendo: "Um homem com deficiência mental foi submetido a tratamento cruel, estupro e outras formas de violência sexual por 8 a 10 membros do 'Azov' e 'Donbas' (outro ucraniano batalhão) batalhões em agosto-setembro de 2014. A saúde da vítima se deteriorou posteriormente e ele foi hospitalizado em um hospital psiquiátrico."  Um relatório de janeiro de 2015 afirmou que um partidário da República de Donetsk foi detido e torturado com eletricidade e afogamento e golpeado repetidamente em seus genitais, o que resultou em sua confissão de espionagem para militantes pró-Rússia.:20
Em maio de 2017, uma mulher em Mariupol foi atraída para uma posição do batalhão, vendada e transportada para um destino desconhecido. Os homens bateram nela e ameaçaram enterrá-la viva se ela não cooperasse. Ela foi despida para um exame físico e assinou um documento se incriminando como membro do grupo armado. Em 2016, o FaceBook designou o batalhão Azov como uma “organização perigosa”. Em 2019, colocou o Azov na mesma categoria que o Estado Islâmico (EI) e o baniu por violações de direitos humanos.

## Ideologias

### Neonazismo
O Batalhão Azov foi descrito como uma milícia de extrema-direita com conexões com o neo-nazismo, com membros usando símbolos e insígnias neonazistas e SS e expressando pontos de vista neonazistas." A insígnia do grupo apresenta o Wolfsangel e o sol negro, dois símbolos neonazistas. O Batalhão de Azov e seus membros negam que seja um grupo neonazista ou conexões com a ideologia. Um porta-voz da unidade disse que "apenas 10 a 20%" de seus recrutas são nazistas, com um comandante atribuindo a ideologia neonazista a jovens mal orientados.
Soldados Azov foram observados usando símbolos associados aos nazistas em seus uniformes. Em 2014, a rede de televisão alemã ZDF mostrou imagens de combatentes Azov usando capacetes com símbolos da suástica e "as runas SS do infame corpo de elite uniformizado de preto de Hitler". Em 2015, Marcin Ogdowski, um correspondente de guerra polonês, obteve acesso a uma das bases de Azov localizadas na antiga estância de férias Majak; Os combatentes Azov mostraram a ele tatuagens nazistas, bem como emblemas nazistas em seus uniformes.

Antigo insígnia do Batalhão de Azov até Agosto de 2015.
Atual insígnia do Batalhão de Azov. O Sol Negro foi removido e wolfsangel foi estilizada
O Wolfsangel ("anzol de lobo"), emblema da 2.ª Divisão SS Das Reich
O Schwarze Sonne ("sol negro")
Bandeira do "Patriotas da Ucrânia" e da "Assembleia Social-Nacional", com o símbolo de "Ideia Nacional", que lembra a wolfsangel nazista

Oficialmente, o símbolo usado nos emblemas oficiais da unidade não se tratam de um wolfsangel, mas supostamente representa as palavras ucranianas para "Nação Unida" ou ou "Ideia Nacional" (em ucraniano:  Ідея Нації, Ideya Natsii). O símbolo foi usado inicialmente pelo partido ultranacionalista e neonazista "Partido Social-Nacional da Ucrânia" (SNPU) de 1991 até 2004, quando partido quando o partido expurgou seus membros neonazistas e outros elementos extremistas se renomearam para "Svoboda", abandonando o símbolo. Posteriormente foi adotado pelo grupo radical "Patriotas da Ucrânia" em 2005 e a relacionada "Assembleia Social-Nacional da Ucrânia" fundada em 2008, ambos os quais surgiram como dissidências da reformulação do SNPU em Svoboda. Andriy Biletsky foi fundador de ambas organizações e muitos membros dos grupos se juntaram ao Azov em 2014 e formaram a sua base durante seus primórdios. É usado também pelo partido menor União Nacional Ucraniana desde 2009.
Shaun Walker escreveu no The Guardian que "muitos dos membros [de Azov] têm ligações com grupos neonazistas, e mesmo aqueles que riram da ideia de serem neonazistas não deram as negações mais convincentes", citando tatuagens de suástica entre os combatentes e um que se dizia "nacional-socialista". De acordo com o The Daily Beast, alguns dos membros do grupo são "neo-nazistas, supremacistas brancos e antissemitas declarados" e "as inúmeras tatuagens de suásticas de diferentes membros e sua tendência de entrar em batalha com suásticas ou insígnias da SS desenhadas em seus capacetes tornam muito difícil para outros membros do grupo negar plausivelmente qualquer afiliação neonazista"."
Lev Golinkin escreveu em The Nation que "A Ucrânia pós-Maidan é a única nação do mundo a ter uma formação neonazista em suas forças armadas". Michael Colborne, especialista no Batalhão de Azov, do Foreign Policy chamou de "um perigoso movimento extremista amigável ao neonazismo" com "ambições globais", citando semelhanças entre a ideologia e o simbolismo do grupo e a do atirador da mesquita de Christchurch, juntamente com os esforços do grupo para recrutar extremistas de direita americanos.
O Batalhão de Azov também é conectado com a Divisão Misantrópica, uma organização que se declara abertamente e publicamente neonazista e neopagã, cujos símbolos são duas AK-47s e Totenkopfs. A Divisão não é uma unidade militar organizada, mas uma organização nos quais os membros são frouxamente conectadas, seus membros servem ou serviam em milícias voluntárias de extrema-direita como o Batalhão de Azov e o Corpo Voluntário Ucraniano do Setor Direito (embora tenha-se distanciado e denunciado essa última pelo "colaboracionismo judaico" e pelos membros Chechenos que servem na unidade).
Desde 2017, a posição oficial do governo ucraniano é de que a unidade se despolitizou. O então Ministro de Assuntos Internos Arsen Avakov afirmou que "A vergonhosa campanha de informação sobre a suposta disseminação da ideologia nazista (entre membros do Azov) é uma tentativa deliberada de desacreditar a unidade 'Azov' e a Guarda Nacional da Ucrânia". Em março de 2022, em uma carta aberta à Rússia publicada pelo jornalista russo Alexander Nevzorov, o Regimento Azov denunciou fortemente as alegações de sua orientação neonazista, definindo o nazismo como uma "necessidade incansável de exterminar aqueles que ousaram ser livres" e observando que o regimento incorporou pessoas de muitas etnias e religiões, incluindo ucranianos, russos, judeus, gregos, georgianos, tártaros da Crimeia e bielorrussos. Segundo a carta, o nazismo, assim como o stalinismo, foram “desprezados” pelo regimento, já que a Ucrânia sofreu muito com ambos.

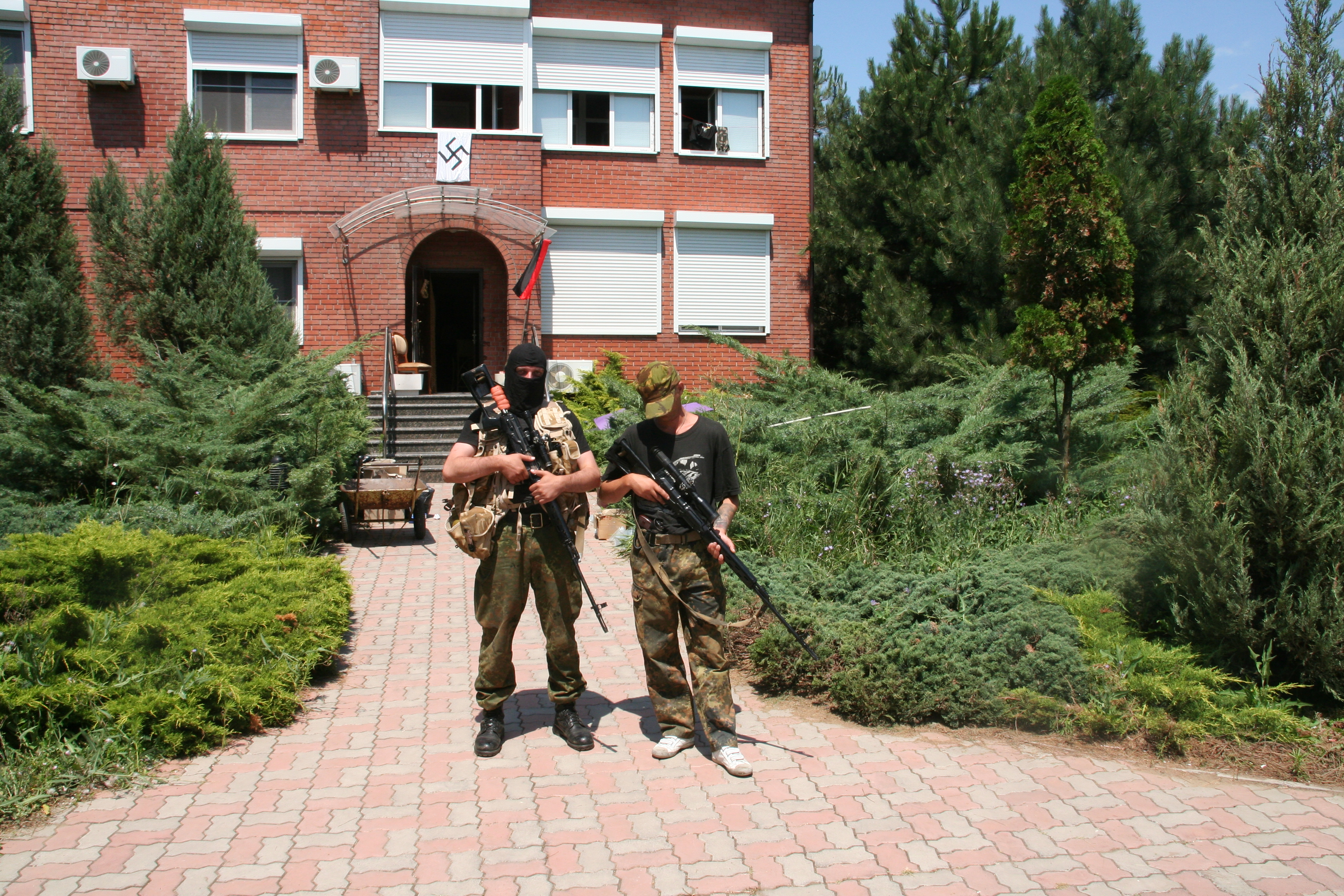
Dois soldados do Batalhão de Azov em frente a um prédio com uma suástica e a bandeira vermelha e preta da UPA na base do Batalhão no vilarejo de Urzuf, próximo a Mariupol, julho de 2014

Em entrevista ao Kyiv Independent, Ilya Samoilenko, um oficial da Azov, afirmou que, embora reconhecesse o "passado obscuro" do regimento, ele e outros membros optaram por deixar o passado para trás quando se integraram ao exército ucraniano convencional. Da mesma forma, em entrevista ao jornal israelense Haaretz, o vice-comandante do Azov, Svyatoslav Palamar, negou que o regimento seja uma formação neonazista e disse: "O que é o nazismo? Quando alguém pensa que uma nação é superior a outra nação, quando alguém pensa que tem o direito de invadir outro país e destruir seus habitantes... Acreditamos na integridade territorial do nosso país. Nunca atacamos ninguém e não queríamos fazer isso."
Muitos comentaristas, analistas e especialistas concordam que a unidade se despolitizou. Um relatório da Reuters de 2015 observou que, após a inclusão da unidade na Guarda Nacional e o recebimento de equipamentos mais pesados, Andriy Biletsky atenuou sua retórica habitual, enquanto a maioria da liderança extremista havia deixado para se concentrar em carreiras políticas no partido Corpo Nacional ou no Corpo Civil Azov. Um artigo publicado pela Foreign Affairs em 2017 argumentou que o grupo foi relativamente despolitizado e desradicalizado depois que foi trazido para a Guarda Nacional da Ucrânia. O governo iniciou um processo com o objetivo de desvendar neonazistas e combatentes estrangeiros, com verificação de antecedentes, observações durante o treinamento e uma lei exigindo que todos os combatentes aceitassem a cidadania ucraniana. Um ex-funcionário da USAID comentou que o perigo real não era o grupo paramilitar original, mas o movimento civil que Azov havia gerado. Michael Colborne, autor de um livro sobre Azov, escreveu para o Washington Post, que "não chamaria [Azov] explicitamente de movimento neonazista", embora existam "claramente neonazistas dentro de suas fileiras". Na mesma linha, Andreas Umland, especialista em movimentos de extrema-direita na Europa, disse em 2022, que "em 2014 este batalhão tinha de fato um fundo de extrema direita, eram racistas de extrema direita que fundaram o batalhão", mas desde então se tornou "desideologizado" e uma unidade regular. Seus recrutas agora se juntam não por causa de ideologia, mas porque "tem a reputação de ser uma unidade de combate particularmente dura", disse Umland.
Em uma reportagem de 2022, o Washington Post pintou uma imagem de um grupo ciente de suas origens, e ainda com um comandante aderente de extrema-direita e alguns membros extremistas, mas muito mudou desde suas origens. Muitos recrutas que se juntam ao batalhão estão bem cientes de seu passado nazista, mas se juntam apesar de sua história por várias razões, incluindo a reputação positiva de Azov de treinar novos recrutas. Enquanto os elementos extremistas permanecem, é menos impulsionado pela ideologia do que era em sua formação, e a principal motivação agora é o patriotismo e a raiva pelas provocações russas e o ataque à Ucrânia. As pessoas vêm de todo o mundo movidas pela indignação contra Putin, e não por causa de uma ideologia em particular. O relatório também apontou que, embora a Ucrânia tenha um movimento de extrema direita, é muito menor do que em alguns outros países europeus.
Outros especialistas, no entanto, discordam dessas avaliações e apontam casos específicos em que houve interações entre o regimento e o movimento mais amplo. Oleksiy Kuzmenko, do Bellingcat, em um artigo de 2020, observou que soldados do regimento apareceram junto com líderes do partido político "Corpo Nacional" em um anúncio em vídeo de 2020 para um comício, e que um vídeo do YouTube de 2017 parecia mostrar o imigrante russo neo-nazista Alexey Levkin dando uma palestra para o batalhão. Ambas as entidades admitiram fazer parte do "Movimento Azov" mais amplo liderado por Biletsky, que trabalhou diretamente com Arsen Avakov (ministro do Interior até julho de 2021) em assuntos relacionados ao regimento.
Da mesma forma, Michael Colborne escreveu que "seria um erro afirmar ... que o regimento Azov de alguma forma não faz parte do movimento Azov mais amplo" e aponta para a descrição repetida do regimento como a "ala militar" do movimento Azov por Olena Semenyaka, principal representante internacional do movimento. Colborne também afirmou que "o movimento Azov tenta ser um balcão único para todas as coisas da extrema direita. Há também um bando de subgrupos vagamente afiliados, mas mais extremos sob seu guarda-chuva, incluindo neonazistas abertos que elogiam e promovem a violência". No final de 2021, antes da invasão russa da Ucrânia, Colborne disse que o movimento se tornou menos forte desde 2019, como resultado de brigas internas e da necessidade do grupo moderar a maior parte de sua atividade de divulgação internacional devido à atenção de alto nível.

### Acusações de antissemitismo
O fundador do batalhão, Andriy Biletsky, disse em 2010 que a missão da nação ucraniana é "liderar as raças brancas do mundo em uma cruzada final... contra o Untermenschen liderado pelos semitas". Segundo várias fontes, desde se tornar uma figura pública em 2014, Biletsky começou a atenuar sua retórica radical e manteve-se de fazer comentários antissemitas. Embora ainda assim ele tenha admitido que o antisemitismo seja uma "visão comum em nível local" em seu partido político.
Mais de 40 ativistas de direitos humanos israelenses assinaram uma petição para interromper a venda de armas para a Ucrânia argumentando que Israel está vendendo armas automáticas IMI Tavor TAR-21 e IWI Negev ao governo ucraniano sabendo que algumas dessas armas acabar nas mãos da milícia de direita Azov.
Apesar das acusações de que o grupo é antissemita, alguns membros da comunidade judaica na Ucrânia apoiam e servem no Batalhão Azov. Um de seus membros mais proeminentes é Nathan Khazin, líder das "centenas judaicas" durante os protestos de 2013 Euromaidan em Kiev. Khazin e seus seguidores no Batalhão costumam exibir a bandeira vermelha-e-preta do Exército Insurreto Ucraniano (símbolo comumente usados por nacionalista e grupos de extrema-direita na Ucrânia) com uma Estrela de Davi adicionada a ela. Antes de ser incorporado a Guarda Nacional da Ucrânia, o Azov foi financiado pelo bilionário judeu-ucraniano Igor Kolomoyskyi. Quando o vice comandante do Azov, Ihor Mosiychuk, fez comentários antissemíticos sobre Kolomoisky, ele foi afastado.
Em 2022, em um comentário publicado pelo Centro de Liberdades Civis, o pesquisador antissemitismo Vyacheslav Likhachev disse que, apesar da comunidade judaica bastante grande de Mariupol, não houve incidentes entre membros do Regimento Azov e a comunidade judaica desde 2014.
Em uma entrevista, Andriy Biletsky explicou que considera Israel e Japão como modelos para o desenvolvimento da Ucrânia.